# Zasłużony Działacz Nauki RFSRR

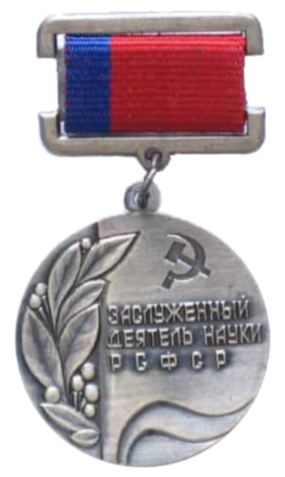
Zasłużony Działacz Nauki RFSRR

Zasłużony Działacz Nauki RFSRR (ros. Заслуженный деятель науки РСФСР) – tytuł honorowy nadawany przez Prezydium Naczelnej Rady RFSRR (Президиум Верховного Совета РСФСР). Został uchwalony 10 sierpnia 1931 roku. W 1992 roku przemianowano go na tytuł Zasłużonego Działacza Nauki Federacji Rosyjskiej.